# ريان بيلي (عداء سريع)
ريان بيلي (بالإنجليزية: Ryan Bailey)‏ (و. 1989  م) هو عداء سريع، ومنافس ألعاب قوى، ومتزلج جماعي أمريكي، ولد في لوس أنجلوس، شارك في الألعاب الأولمبية الصيفية 2012.

## روابط خارجية
- ريان بيلي على موقع الاتحاد الدولي لألعاب القوى (الإنجليزية)
- ريان بيلي على موقع الاتحاد الأمريكي لسباقات المضمار والميدان (الإنجليزية)
- ريان بيلي على موقع الدوري الماسي (الإنجليزية)
- ريان بيلي على موقع IBSF (الإنجليزية)
- ريان بيلي على موقع أوليمبيديا (الإنجليزية)
- ريان بيلي على موقع اللجنة الأولمبية والبارالمبية الأمريكية (الإنجليزية)